# عملة محلية
تُعرّف العملة المحلية في علم الاقتصاد بأنها عملة يمكن إنفاقها في منطقة محلية جغرافية في إطار المنظمات المشاركة. تُعتبر العملة الإقليمية أحد أشكال العملة المحلية التي تشمل منطقة جغرافية أكبر، بينما تُعد العملة المجتمعية عملة محلية أحيانًا أو قد تُستخدم للتداول في إطار مجتمعات الإنترنت. تكمل العملة المحلية العملة الوطنية، ولكنها لا تحل محلها، ويتمثل الغرض منها بتشجيع الإنفاق في المجتمع المحلي، ولا سيما في الشركات المملوكة محليًا. قد لا تحصل مثل هذه العملات على دعم حكومة وطنية وقد لا تكون عملة قانونية. تضم بيانات المركز العالمي لموارد العملات المكملة نحو 300 عملة مكملة، بما في ذلك العملات المحلية.

## اصطلاحًا
بعض التعريفات:
- العملة المكملة – تُستخدم باعتبارها مكملة للعملة الوطنية، ووسيلة للتبادل، وغالبًا ما تُعتبر عملة غير قانونية.[4]:2
- العملة المجتمعية –وهي عملة مكملة تستخدمها رابطة مشتركة، كالمقيمين في منطقة محلية أو جمعية أو أعضاء في شركة أو مجتمع إنترنت.
- العملة المحلية –وهي عملة مكملة تُستخدم في إطار منطقة محلية.
- العملة الإقليمية –وهي عملة محلية تُستخدم في المناطق المحلية ذات النطاق الواسع.
- العملة المساعدة أو العملة الصغيرة أو النقد البيئي –مرادفات أقل شيوعًا للعملة المجتمعية أو المحلية.
- العملة الخاصة –وهي عملة يصدرها الأفراد أو المؤسسات التجارية أو المنظمات غير الحكومية. تُعتبر العملات المكملة أحد أنواع العملات الخاصة.
- العملة القطاعية –وهي عملة مكملة تُستخدم في إطار قطاع اقتصادي واحد، كالتعليم أو الرعاية الصحية.
- العملة البديلة – عمومًا ما تُستخدم مرادفًا للعملة المكملة، وتشير إلى العملة التي يجري تصميمها للعمل اقترانًا بالعملة الوطنية، وغالبًا ما تشير إلى بعض العملات الخاصة التي تسعى إلى استبدال العملة الوطنية أو الالتفاف حولها.

## الهدف
تهدف العملات المحلية إلى توظيف الأموال أداة لتحقيق الأهداف الاجتماعية أو البيئية. وفقًا لمنظمة العملات المجتمعية قيد التشغيل، شريك مؤسسة علم الاقتصاد الجديد، فإن:
المال هو مجرد تقنية اجتماعية وللأساليب المُتبعة في تصميمه وإنتاجه والتحكم فيه آثار على المجتمع ككل –بغض النظر عن كونه عاملًا محايدًا أو مُسبق التحديد.
تنطوي بعض أهداف العملات المجتمعية التي حددتها منظمة العملات المجتمعية قيد التشغيل على ما يأتي:
- إضفاء الديمقراطية على الخدمات والمنظمات: تساهم الأوقات المخصصة للعمل التطوعي في تحفيز الأشخاص على الانخراط في مجتمعهم بنشاط، فضلًا عن إضفاء الديمقراطية على الخدمات، كرعاية المسنين. زيتفورسوجي وماكي.
- تقديم الدعم للمؤسسات الصغيرة والمتوسطة: قد تكون العملات المجتمعية وسيلة تحفيز للمتاجر المستقلة لتتفوق على الشركات الكبيرة لأنها تواصل عمليات التداول المحلية. يمكن للعملات المجتمعية أن تساعد المشاريع صغيرة ومتوسطة الحجم على دعم بعضها البعض ماليًا بإقراض الائتمانات والسلع والخدمات والحصول عليها في إطار شبكة العملات. من الأمثلة على تلك العملات: جنيه بريستول وسوناتس وتريد كوين وشيمغاور.[5]
- الحد من التمييز والاستبعاد الاجتماعي: يمكن للعملات المصممة خصيصًا أن تساهم في معالجة قضايا عدم المساواة من خلال منح الأفراد فرصة الانخراط في مجتمعهم المحلي، كمنح مكافأة المشاركة في البرامج التطوعية. (سبايس تايم كريدتس وماكي).[6]
- معالجة الآثار البيئية: قد تؤدي العملات المجتمعية دورًا في تقييم أفضل للموارد البيئية وتوفير حافز لسلوك أكثر استدامة. على سبيل الذكر، يكافئ برنامج المحفظة البلجيكية السكان على اتباع التدابير والإجراءات البيئية الإيجابية كالتسميد. تساهم عملات المكافأة كذلك في تشجيع الشركات على تبني ممارسات بيئية أكثر أمنًا.

## المنافع
توضح تجربة وورغل بعض الخصائص والمنافع التي تشترك بها العملات المحلية.
1. يجري تداول العملات المحلية ذات سعر الفائدة السلبي أو غرامات التأخير بسرعة أكبر بكثير مقارنة بالعملات الوطنية. يُستخدم القدر ذاته من العملة المتداولة أكثر من مرة وينتج عنه نشاط اقتصادي عام أكبر بكثير. ينتج عن كل وحدة فائدة أكبر. ينجم التسارع الكبير في التداول عن سعر الفائدة السلبي الذي يشجع الناس على إنفاق الأموال بسرعة أكبر.
2. تعزز العملات المحلية من إمكانية المجتمع المحلي على استخدام موارده الإنتاجية القائمة على أكمل وجه، ولا سيما العاطلين عن العمل، ما يعود على بقية الاقتصاد المحلي بأثر تحفيزي. تستند العملات المحلية إلى فرضية مفادها أن المجتمع المحلي لا يستخدم قدراته الإنتاجية على أكمل وجه، وذلك بسبب الافتقار إلى القوة الشرائية المحلية. تُستخدم العملة البديلة لزيادة الطلب، ما يؤدي إلى زيادة استغلال الموارد الإنتاجية. طالما عمل الاقتصاد المحلي بقدرة لا تتجاوز طاقته الكاملة، فإن توظيف العملة المحلية لا ينبغي أن يكون تضخميًا، وإن كان يؤدي إلى زيادة كبيرة في إجمالي النقد المعروض وفي إجمالي النشاط الاقتصادي.
3. نظرًا لعدم قبول العملات المحلية سوى في إطار المجتمع المحلي، فإن استخدامها يشجع على شراء السلع والخدمات المنتجة والمتاحة محليًا. بالتالي، فإنه وبالنسبة لأي مستوى من النشاط الاقتصادي، تعود المزيد من الفوائد على المجتمع المحلي ويقل استنزافها إلى أجزاء أخرى من البلاد أو العالم. على سبيل الذكر، يجري توظيف العمالة المحلية للعمل في قطاعات الإنشاء القائمة على العملات المحلية وتستخدم المواد المحلية قدر الإمكان. يساهم تعزيز التأثير المحلي في تحفيز السكان المحليين على قبول العملات الورقية واستخدامها.
4. تعزز بعض أشكال العملات المكملة من الاستخدام الكامل للموارد في حدود منطقة جغرافية أوسع بكثير وأن تساهم في تذليل الحواجز المفروضة عن بعد. يمنح نظام تذكرة فريا الياباني أموالًا مقابل مساعدة كبار السن. يمكن لأفراد الأسرة الذين يعيشون بعيدًا عن ذويهم كسب المال من خلال تقديم المساعدة للمسنين في مجتمعهم المحلي. يمكنهم بعد ذلك تحويل تلك الأموال إلى ذويهم واستردادها للحصول على المساعدة المحلية.[8]